# Сасвим природно
Сасвим природно је српска документарно-забавна путописна емисија која се емитује на првом каналу Радио-телевизије Србије од 2003. године.

## Опис
Емисија емитује авантуре аутора и водитеља Јована Мемедовића, који са својом екипом камермана ради прилоге о природи, животињама и људима који живе у природи. Емисија је снимана у Србији, али и широм света.
Емисија је између осталог снимана у Сибиру, монголској пустињи, на Алпима и изолованим грчким острвима.
У Србији емисија се углавном снима у резерватима природе и националним парковима, као што су Тара и Фрушка гора.
Јутјуб канал Сасвим природно има 91,000 пратилаца. На тој друштвеној мрежи емисије о европским сељацима, сусретима човека и дивљих животиња, путовању на север, зими на Пештеру имају више од 500,000 прегледа.